# Jorge de Paiva
Jorge de Paiva (13. maj 1887 – 12. maj 1937) var en portugisisk fægter som deltog i de olympiske lege 1920 i Antwerpen, 1924 i Paris og 1928 i Amsterdam.
Paiva vandt en vandt en bronzemedalje i fægtning under OL-1928 i Amsterdam. Han var med på det portugisiske hold som kom på en tredje plads i disciplinen kårde bagefter Italien og Frankrig.